# Andrew Tridgell
Andrew « Tridge » Tridgell, né à Sydney le 28 février 1967, est un créateur de programmes informatiques australien.
Andrew est l'auteur initial de Samba, un serveur de fichiers, dont il reste un fréquent contributeur. Il est également le co-créateur du logiciel rsync.
Il est principalement connu pour son analyse de protocoles propriétaires et algorithmes complexes, afin d'en permettre des mises en œuvre dans des logiciels libres.

## Biographie

### Formation
Il a reçu une licence avec mention très bien dans le domaine des mathématiques appliquées et de la physique à l'université de Sydney en 1988, avant de déménager pour Canberra afin de recevoir une maîtrise à l'université nationale australienne, en particulier dans le domaine de la physique théorique.
Andrew a poursuivi en recevant le titre de Docteur en Science ("Ph.D.") au Laboratoire d'Informatique de la même université nationale australienne. Son sujet de thèse initial était dans le domaine de la reconnaissance de voix mais n'a jamais été achevé. La thèse réellement soumise, sur des « Algorithmes efficaces pour le tri et la synchronisation », repose sur ses travaux autour de l'algorithme rsync.

### Carrière
Andrew a commencé sa carrière en travaillant pour une entreprise nommée Efam Resources de 1987 à 1988, réalisant des modèles informatiques des marchés financiers. Son travail a conduit Andrew à développer un produit nommé « The Options Analyst », qu'il a promu et commercialisé pendant cinq ans.
De 1988 à 1989, Andrew a travaillé comme développeur pour une entreprise nommée Sonartech Pty Ltd (maintenant Sonartech Atlas), qui développait des technologies autour du sonar pour les sous-marins australiens. Andrew était impliqué dans le développement de techniques de sonar passif.
De 1989 à 1990, Tridgell fut employé par la Research School of Biological Sciences, créant des modèles informatiques d'événements et environnements physiques et biologiques tels que la propagation des feux de brousse et la dynamique de populations.
De 1991 à 1999, Tridgell exerça diverses autres fonctions à l'université nationale australienne dans des domaines tels que l'administration Unix, le contrôle de satellites, ou la recherche autour des superordinateurs. Il fut ensuite transféré au « Cooperative Research Centre for Advanced Computational Systems », où il dirigea le projet « PIOuS (Parallel Input/Output System) » - renommé par la suite « HiDIOS (High-performance Distributed Input/Output System) » - pour des systèmes de fichiers parallèles sur les superordinateurs Fujitsu AP1000 and AP+. Tridgell poursuivit en donnant des conférences dans le département Sciences de l'Information. Il reste à ce jour un visiting fellow de son université.
Au milieu de l'année 1999, il fut le premier employé Australien de la société LinuxCare à Canberra. Il aida à rassembler 14 membres pour l'équipe de R&D OzLabs, fait d'autant plus marquant que les sociétés basées autour de l'open source et de Linux étaient rares à l'époque. En 2000, Tridgell y fut appointé au titre de « Research Fellow ».
En mars 2001, Tridgell rejoignit VA Linux Systems, où il travailla pour la division stockage réseau, améliorant à la fois Samba et le noyau Linux et les performances de la gamme de produits de stockage réseau de la société.
Ce travail se poursuivit chez Quantum Corporation en tant que senior engineer à l'identique, afin d'améliorer sa gamme Guardian de périphériques de stockage réseau. Un ajout majeur à Samba fut le support pour la technologie Microsoft Active Directory, un nouveau système d'authentification introduit dans les versions serveur de Windows 2000.
En 2004, Tridgell fut engagé par IBM comme télétravailleur pour le centre de recherche Almaden. En janvier 2005, une bourse d'un an l'amena à travailler pour l'OSDL avant de rejoindre IBM.

### Projets
Il a été un développeur majeur du Samba, implémentant le protocole du « Server Message Block » (SMB) utilisé pour les « groupes de travail » (workgroup) et le partage via réseau de fichiers avec les produits Microsoft Windows.
Le sujet de sa thèse de PhD l'a amené à codévelopper rsync, un outil hautement efficace de transfert de fichiers et de synchronisation de fichiers.
Il a aussi été un meneur dans les travaux ayant permis de faire fonctionner TiVo en Australie, où est utilisé le format de vidéo PAL.
Il est aussi l'auteur original de rzip, qui utilise un algorithme similaire à rsync.

### La controverse BitKeeper
En avril 2005, Tridgell tenta de créer un logiciel libre (maintenant connu sous le nom de SourcePuller) interopérant avec le logiciel de gestion de dépôt de code source BitKeeper. Ce travail commença par une analyse à laquelle personne n'avait pensé : une connexion Telnet à un serveur BitKeeper, et en tapant tout simplement HELP ("aide") à l'invite.
BitKeeper, logiciel non-libre, était déjà controversé parmi les développeurs du système d'exploitation Linux. Celle-ci enfla jusqu'à la révocation de la licence d'utilisation gratuite pour ces développeurs.
Une dispute éclata entre Tridgell et Linus Torvalds :
- le premier indiquant qu'il avait agi de manière complètement éthique, ainsi qu'il en avait fait pour Samba, lors de l'analyse et de l'implémentation du protocole, puisqu'il ne possédait pas de licence BitKeeper
- Torvalds estimant que Tridgell, de par son implication, utilisait des techniques déloyales.

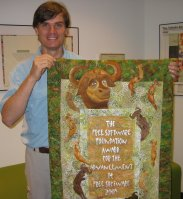
Andrew Tridgell recevant le prix du logiciel libre en 2005.

## Récompenses
- En octobre 2003, le magazine The Bulletin classa Tridgell comme l'informaticien le plus intelligent d'Australie[5],[6].
- En janvier 2006, Andrew a reçu le prix pour le développement du logiciel libre 2005 en récompense de ses contributions à l'avancée du logiciel libre, pour ses travaux sur Samba, le noyau Linux et rsync. Andrew était considéré comme ayant fortement promu le mouvement du logiciel libre depuis la création de GNU, en analysant les moyens pour le logiciel libre d'interagir avec les systèmes propriétaires industriels répandus pour permettre aux personnes de s'éloigner plus facilement de ces systèmes.
- En juillet 2008, Tridgell a reçu le titre de "Best Interoperator" au prix O'Reilly open source pour son travail sur Samba et Rsync[7].
- Le 11 2018, Tridgell a reçu le titre honorifique de docteur en sciences (Honoris Causa) de l'université nationale australienne pour la création du logiciel Samba, la co-invention du logiciel rsync, ainsi que pour ses contributions au logiciel libre[8],[9].
- Le 26 janvier 2020, Tridgell a reçu la médaille de l'ordre d'Australie dans la catégorie service pour les technologies de l'information. La référence biographique de la récompense souligne ses contributions au développement logiciel et à l'éducation, notamment son travail sur rsync, Samba, ArduPilot, MAVProxy ainsi que son enseignement à l'université nationale australienne[10].